# ضاحية الأمير علي

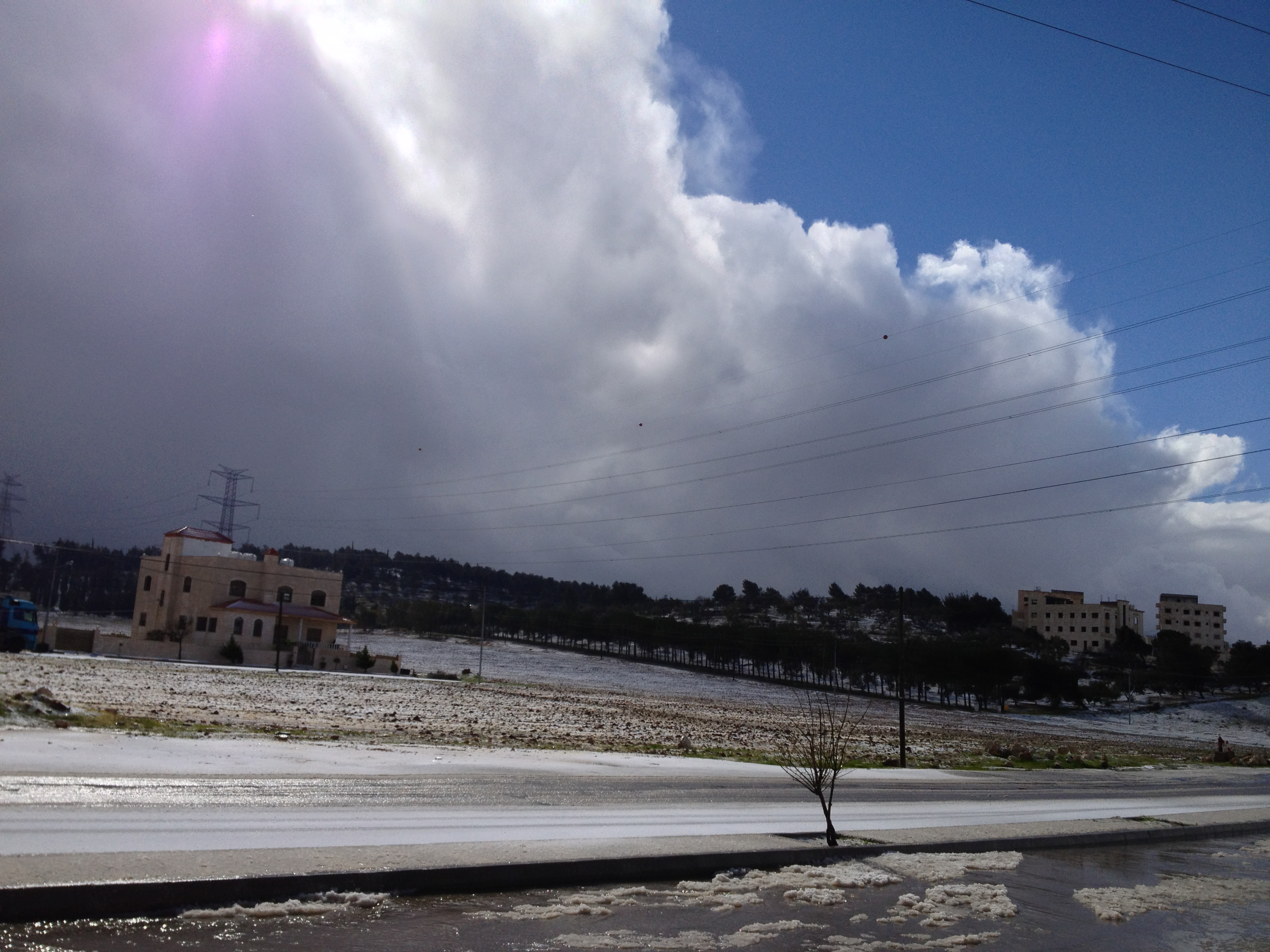

ضاحية الأمير علي تعد أحد أحياء العاصمة الأردنية عمان، وتُعد من التجمعات السكنية غير المعروفة بِكثرة، وهي أحد مناطق العاصمة الأردنية عمّان، وتقع منطقة ضاحية الأمير علي في الجنوب الغربي للعاصمة عمّان وتقع على منطقة طريق المطار. يبلغ عدد سكانها حوالي 125 الف[بحاجة لدقة أكثر].

## الحدود التنظيمية للمنطقة
يحد المنطقة عدد من المناطق التابعة لأمانة عمان الكبرى:
- يحدها من الشرق خريبة السوق والقويسمة وأبو علندا والجويدة والرقيم وسحاب، ومن الشمال المقابلين والبنيات وام قصير، ومن الغرب مرج الحمام وناعور وام البساتين وحسبان، ومن الجنوب اليادودة والجيزة.

## الناحية الاقتصادية لسكان المنطقة
يعد سُكان هذه المنطقة من ذوي الدخل الجيد والمتوسط، كما يوجد بالمنطقة العديد من المنازل والفلل الفاخرة والقصور مما يدل على وجود عائلات كثيرة من السُكان من ذوي الدخول الممتازة.

## الجانب الترفيهي في المنطقة
يوجد بالمنطقة متنزهات مهمة بالنسبة للعاصمة عمان :
- غابة ملك البحرين / متنزه غمدان.
- متنزه عمان القومي.
- فضلاً عن وجود المتنزهات والحدائق العامة الأخرى، ووجود حديقة الأردن للحيوان وحديقة غمدان للحيوان ومدينة غمدان الترويحية ووجود الاحراش وملاعب تدريب لإبرز اندية الأردن.
- أكبر مدينة مائية في المملكة Amman Waves.

كما يمر طريق مطار الملكة علياءالدولي من أراضيها مما يساعد على اشتهار المنطقة لجميع سُكان العاصمة وما حولها من المدن والمناطق الأخرى.